# Aeci
|  | Per a altres significats, vegeu «Aeci (desambiguació)». |

Aeci (llatí: Flavius Aetius)  (Silistra, dècada del 390 - Ravenna, 21 de setembre de 454 (Gregorià)) va ser un general romà i home d'estat del final de l'Imperi Romà d'Occident l'any 476 i la seva posterior dissolució el 480.
Va ser un comandant militar i l'home més influent de l'Imperi durant dues dècades (433–454). Va gestionar la política respecte als atacs dels federats bàrbars establerts a tot Occident. En particular, va reunir un gran exèrcit romà i aliat (foederati) en la batalla dels Camps Catalàunics, posant fi a una devastadora invasió de la Gàl·lia per Àtila l'any 451, tot i que els huns i els seus aliats sotmesos encara van aconseguir envair Itàlia l'any següent, una incursió més recordada pel despietat Saqueig d'Aquileia i la intercessió del papa Lleó I.
Sovint s'ha anomenat «L'últim dels romans». Edward Gibbon es refereix a ell com l'home universalment aclamat com «el terror dels bàrbars i el suport de la República» per la seva victòria a les Planes Catalàuniques. John Bagnell Bury assenyala: «Que ell era l'únic puntal de l'Imperi d'Occident durant la seva vida era el veredicte unànime dels seus contemporanis».

## Orígens
Va néixer l'any 396 a la província romana de Mèsia, fill del magister equitum Gaudenci i d'Aurèlia. Gaudenci va morir en un motí i el seu jove fill fou donat com a ostatge a Alaric I. Amb els gots va compartir els seus primers anys d'aprenentatge, va conèixer la seva forma de viure i en va aprendre l'art de la guerra.

## Inici de la carrera militar
El 423 es va posar al servei de l'usurpador Joan el Secretari. Va negociar amb els huns la vinguda d'un exèrcit de seixanta mil homes que va posar al servei de Joan el Secretari (423-424), suport que no fou efectiu i el 425 Joan fou enderrocat per forces enviades per Teodosi II el Jove. Aeci es va sotmetre al nou emperador Valentinià III i, per tant, va esdevenir general de Gal·la Placídia, regent del seu fill Valentinià III, servint com a magister equitum a les Gàl·lies durant el mandat de Flavi Fèlix. En el favor de Placídia, el seu rival fou Bonifaci (després comites d'Àfrica), i ambdós homes es van dirigir acusacions de traïció.
Aeci va salvar Arelate el 425 de l'atac dels visigots. Bonifaci d'Àfrica es va revoltar el 427 i es va proclamar emperador a la seva província, i va vèncer la força invasora de Fèlix amb el suport dels vàndals, que finalment anys després van ocupar el territori. Aeci va derrotar novament el 430 els visigots prop d'Arle, i va capturar el seu cap Anaolf. El 428 els vàndals i els alans es van unir sota Genseric, que va traslladar tot el seu poble, uns 20.000 guerrers, a Tarifa i va creuar d'Hispània a Mauretània sense oposició, i arribant a Numídia on van derrotar Bonifaci, que en tornar a Itàlia va ser ascendit a magister militum i es va guanyar l'enemistat d'Aeci, qui desposseït del seu comandament militar acusat de traïció se'n va anar amb el seu exèrcit d'huns cap a Panònia. El 432, creient que la seva caiguda era imminent es va enfrontar a Bonifaci la batalla de Rimini, en la que Bonifaci vencé però fou ferit de mort, morint uns mesos després. Aeci va escapar a Pannònia i va viatjar a la cort de Rues, el rei dels huns i amb la seva ajuda va tornar al poder, rebent el títol de comes et magister utriusque miliciae. Aeci va tenir llavors el gendre de Bonifaci, Sebastià, que havia succeït a Bonifaci com a magister militum, exiliat d'Itàlia a Constantinoble, va comprar les propietats de Bonifaci i es va casar amb la seva vídua Pelàgia, i va rebre els títols de cònsol i patrici en 434.
Aeci va fer una campanya vigorosa quan els visigots de Teodoric I van atacar la ciutat de Narbona el 436 sense arribar a sotmetre-la i el setge va fracassar en arribar l'exèrcit romà encapçalat per Litori, lloctinent d'Aeci, que foragità els visigots i els perseguí fins a Tolosa, la seva capital, estabilitzant una mica la situació a la Gàl·lia i a Hispània confiar en les seves tropes dels huns que van matar molts borgonyons al Rin mitjà, i va establir els supervivents en el Regne dels Burgundis com a aliats romans, i va retornar algun tipus d'autoritat romana a Trèveris. Les tropes de l'Imperi Romà d'Occident van reforçar Cartago, aturant temporalment els vàndals, que el 435 van acceptar limitar-se a Numídia i deixar en pau les parts més fèrtils del nord d'Àfrica. Aeci va concentrar els seus limitats recursos militars per derrotar de nou als visigots, i la seva diplomàcia va restablir un cert ordre a Hispània. No obstant això, el seu general Litori va ser derrotat pels visigots a Tolosa el 439, i un nou rei sueu, Requiari, va iniciar vigorosos assalts contra el que quedava de la Hispània romana. En un moment Requiari fins i tot es va aliar amb els bagaudes romans fora del control imperial. Aeci mai va amenaçar de convertir-se en un August i així va mantenir el suport de la cort oriental, on Teodosi II va regnar fins al 450.

## L'ofensiva contra l'imperi
A diferència dels seus efímers i mediocres predecessors, Aeci va destacar en el seu càrrec per ser capaç de posar ordre al caòtic Imperi Romà d'Occident que s'estava enfonsant. Va protegir Itàlia, va aturar l'expansió dels bàrbars, aturà els visigots a la Gàl·lia i va arraconar els burgundis a Savoia. Unes altres decisions van ser mal rebudes, però inevitables, com el reconeixement de l'assentament vàndal al nord d'Àfrica.
L'imperi es va mantenir bàsicament durant 17 anys (434-451) per mitjà de tractats amb els pobles bàrbars que s'hi van establir com a federats. El 435 es van revoltar els burgundis, poble federat a la Gàl·lia que va avançar cap a Bèlgica, i al mateix temps va esclatar la revolta dels camperols o bagaudes gals, però en els mesos següents ambdós foren derrotats per Aeci. Els visigots van fer el 437 un atac a Narbona que fou rebutjat per les forces locals, per la qual cosa es van retirar a Tolosa, on el lloctinent d'Aeci, Litori, va anar a assetjar-los el 439, però sense èxit, ja que va perdre el setge, va ser capturat i executat; els romans, en conseqüència, van haver de pactar amb els visigots. El 440 els francs van fer incursions a la Gàl·lia, van saquejar Colònia i Magúncia, i van destruir Trèveris, però el 446 Aeci va derrotar els salis i va ocupar Cambrai. El 450 va morir Placídia, i la pau es va trencar poc després (451) amb l'arribada d'Àtila, rei dels huns, que s'havia sentit insultat per l'emperador romà Valentinià III quan va rebutjar la proposta d'Àtila de casar-se amb Honòria que era la germana de l'emperador, i amb aquesta excusa va decidir envair l'imperi i va reunir una gran força formada per una aliança d'huns, escites, sàrmates, gèpids, ostrogots i alans.
Àtila va passar per Basilea, Metz, Tréveris, Reims, Autun, Tongres i altres ciutats, fins que Aeci, amb l'ajut del rei visigot Teodoric I, el va aturar a prop de París; Àtila es va dirigir llavors a Orleans, que va assetjar, mentre Aeci, els visigots i altres aliats (francs ripuaris, saxons, gals, lets, armoricans, brens, i part dels borgonyons i dels alans) marxaven contra ell; els dos exèrcits es van trobar al lloc conegut com els Camps Catalàunics (prop de Troyes) i Aeci va obtenir una victòria completa (20 de setembre del 451), batalla coneguda també amb el nom de batalla dels Camps Catalàunics o batalla de Châlons, en la qual va morir el rei visigot Teodoric (que fou succeït pel seu fill Turismund) i darrera gran batalla de l'Imperi Romà d'Occident. Aeci, que amb la victòria havia salvat Roma, es va convertir en un personatge molt popular i estimat per tothom.

## L'«últim romà»
Llavors Àtila va marxar cap a Itàlia i va assolar el nord del país. Aquileia fou assetjada durant tres mesos i finalment destruïda. Els habitants del Vènet es van refugiar a les illes de la costa de l'Adriàtic, la principal de les quals era Rialto, i aquest poblament va originar la ciutat de Venècia. Aeci va anar a Itàlia i va derrotar Àtila en diversos combats parcials que no foren decisius, però que van debilitar els huns. Àtila va acampar a Acroventum, on el Papa Lleó I va anar per demanar-li la pau, i com que les forces d'Àtila havien quedat molt minvades per l'acció d'Aeci, va acceptar de retirar-se d'Itàlia a canvi d'un tribut. Aquesta campanya fou la més important d'Aeci i la que li va donar el sobrenom de «l'últim romà», assignat per Procopi.
Aeci fou acusat els anys següents de conspirar per usurpar el tron, per a ell mateix, o per al seu fill Carpili, però això no es va provar mai. L'eunuc Heracli no parava de difondre rumors davant l'emperador Valentinià III. En 454 Aeci va acudir a una audiència imperial on havia de demanar la mà de la filla de l'emperador, Eudòxia, per al seu fill Carpili. Allà mateix, l'emperador el va matar o el va fer matar, així com als seus partidaris principals. El company d'Aeci, el general Marcel·lí, assabentat de la mort del magister militium, es va revoltar a Dalmàcia i Valentinià fou assassinat uns mesos després (16 de març del 455) pel senador Petroni Màxim, que es va proclamar emperador.

## Llegat

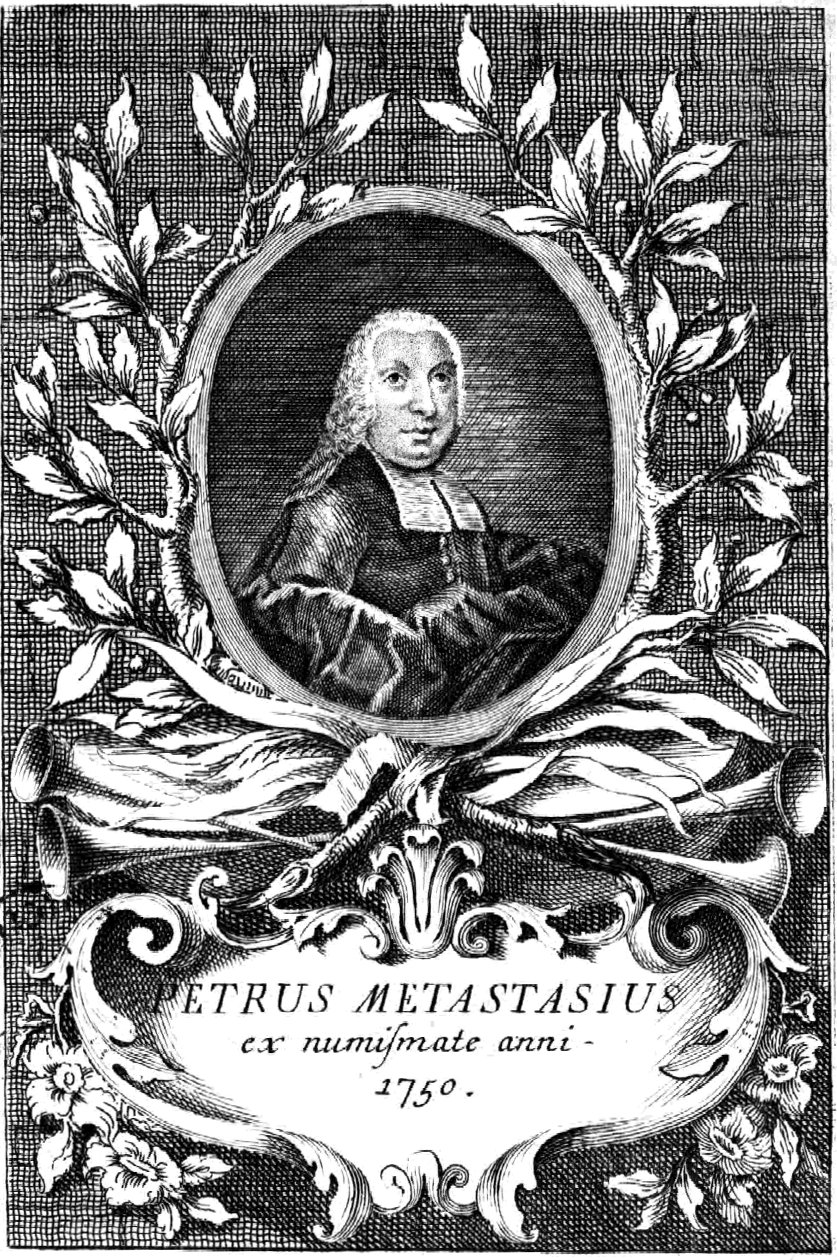
Portada del llibret d'Ezio, edició de 1765, amb un retrat de l'autor Pietro Metastasio

### Llegat militar
Aeci és considerat generalment com un gran comandant militar; de fet, l'Imperi Romà d'Orient tenia tanta estima que es va fer conegut com l'últim romà veritable d'Occident. Tradicionalment, els historiadors també consideren decisivament important la batalla dels Camps Catalàunics, paralitzant Àtila destruint la seva aura d'invencibilitat. Gibbon afirma eloqüentment aquesta visió indicant que "la retirada [d'Àtila] a través del Rin va ser l'última victòria que es va aconseguir en nom de l'Imperi Romà d'Occident.
Aeci va governar efectivament l'imperi occidental des del 433 fins al 454, i va intentar estabilitzar les seves fronteres europees sota un diluvi de bàrbars, sobretot Àtila i els huns. Un dels seus grans assoliments va ser l'organització de la coalició contra Àtila. Sobre això, l'historiador Arther Ferrill afirma que "després d'assegurar el Rin, Àtila es va traslladar al centre de la Gàl·lia i va posar Orleans sota setge. Si hagués aconseguit el seu objectiu, hauria estat en una posició forta per sotmetre els visigots a Aquitània, però Aeci havia creat una formidable coalició contra els huns. El líder romà havia construït una poderosa aliança de visigots, alans i borgonyons, unint-los contra el seu enemic tradicional, els romans, per a la defensa de la Gàl·lia. Totes les parts de la protecció de l'Imperi Romà d'Occident tenien un odi comú cap als huns, el que encara va fer més reeixit el fet d'haver-los atret a una relació militar efectiva.
Tot i que J.B. Bury considerava que Aeci era gran comandant militar i una figura històrica destacada, no va considerar que la batalla en si fos particularment decisiva. Argumenta que Aeci va atacar els huns quan ja es retiraven d'Orleans, així que el perill per a la Gàl·lia s'allunyava de totes maneres; i es va negar a renovar l'atac als huns l'endemà, precisament per tal de preservar l'equilibri de poder. Altres suggereixen que els huns podrien haver abandonat el setge d'Orleans perquè els exèrcits d'Aeci avançaven cap a ells. Bury suggereix que la victòria germànica sobre els huns en la batalla de Nedao, tres anys després, va ser més important. Això comportaria que no hi hagués imperi hun a llarg termini a Europa, cosa que Bury creu que hauria estat poc probable fins i tot si haguessin aixafat les tribus germàniques en aquella ocasió. Per a Bury, el resultat de la batalla dels Camps Catalàunics va determinar principalment que Atila passés el seu darrer any saquejant Itàlia, més que la Gàl·lia.
Els autors moderns solen passar per alt la batalla i se centren en l'impacte de la carrera d'Aeci, i generalment se'l considera un dels majors comandants militars romans de tots els temps, així com un excel·lent diplomàtic i administrador. Meghan McEvoy afirma que la batalla dels Camps Catalàunics és més un testimoni de la seva aptitud política que no pas de la seva habilitat militar a causa de la seva previsió en la capacitat de subministrar tractats i obligacions. John Julius Norwich es va referir càusticament a l'assassinat de Valentinià III per part dels seus propis guàrdies com un acte que indica que Valentinià ho havia provocat per la seva insensata execució d'Aeci, "el comandant més gran de l'Imperi". Hugh Elton assenyala que Aeci i el seu exèrcit van ser un dels exèrcits romans més efectius que havien existit, amb la seva velocitat i mobilitat apuntant a un sistema logístic i de proveïment de mà d'obra altament eficient que no mostren directament les fonts. En general, es veu que la ràpida fragmentació i col·lapse d'Occident després de la seva mort va ser un testimoni de la seva capacitat per mantenir unit l'imperi.

### Polèmiques
El llegat d'Aeci ha generat tanta controvèrsia com Estilicó, ja que tots dos van deixar l'Imperi significativament més feble quan van morir. Igual que els crítics d'Estilicó que assenyalen la seva incapacitat o falta de voluntat per fer front a la usurpació de Gran Bretanya, Gàl·lia i Espanya, i la travessia del Rin del 406, els crítics d'Eci apunten cap a les guerres civils del 427-433 que van permetre la travessia dels vàndals a Àfrica i la seva eventual pèrdua, i la incapacitat d'Eci de recuperar Cartago. Hughes intenta abordar això, assenyalant que Flavius Constantinus Felix va ser el responsable de la guerra que va permetre la travessia dels vàndals, i que els romans sí que van intentar fer-hi front en diverses ocasions, incloent Bonifatius el 429-432, Aspar el 430-435, i Aeci el 441. Heather afirma que l'ascens d'Àtila va portar finalment a la pèrdua d'Àfrica, ja que l'exèrcit i la marina romans orientals, que s'havien fet càrrec del cost de l'expedició, van haver de ser retirats als Balcans. Halsall argumenta que la marca negra de la carrera d'Aeci va ser el seu èxit parcial a Espanya, on la majoria de la província es va perdre el 449, encara que després ho va recuperar. Hughes afirma que "Estilicó i Aeci, que certament es coneixien, encara que eren de generacions diferents, responien als problemes concrets i molt diferents als quals s'enfrontaven. Cap dels dos va poder trobar totes les respostes.

### Gènesi de la llegenda artúrica
Aeci es considera generalment com el cònsol romà a qui s'adreçaven els crits d'ajuda dels britànics, en algun moment entre el 447 i el 454 dC. Aquesta sol·licitud d'ajuda militar es pot veure com un preàmbul del cicle literari milenari, que va fer evolucionar la llegendària herència artúrica de l'illa, la part més significativa del que ara s'anomena col·lectivament la Matèria de Bretanya.

### A la cultura popular
Aeci apareix en diverses obres populars de ficció històrica, generalment com a paper d'Atila l'Hun. La primera aparició coneguda és l'any 1728, en el llibret Ezio (la variació italiana d'Aeci). Aquest llibret, en el qual Ezio es veu involucrat en un complot per matar Attilla, ha estat musicat per diversos compositors. L'òpera Attila de Verdi de 1846 explica la mateixa història, encara que amb un llibret diferent.
La lluita entre els dos homes també es descriu a la novel·la de 1959 de Thomas B. Costain The Darkness and the Dawn i a la trilogia Attila de William Napier. A la minisèrie de televisió nord-americana de 2001 Attila, Aeci és retratat per Powers Boothe com un antic mentor i amic d'Attila que es converteix en la seva némesi. Al mateix temps, se'l representa com l'únic general capaç de mantenir l'imperi en peu i enfrontar-se a Àtila com un igual.